# 大野市消防本部
大野市消防本部（おおのししょうぼうほんぶ）は、福井県大野市の消防部局（消防本部）。管轄区域は大野市全域。

## 概要
- 消防本部：大野市天神町7-14
- 管内面積：872.30km2
- 職員定数：56人
- 消防署1カ所、分遣所1カ所
- 主力機械（2019年4月1日現在）
  - 普通消防ポンプ自動車：4
  - はしご付消防自動車：1
  - 化学消防自動車：1
  - 救急自動車：4
  - 救助工作車：1
  - 化学車：1
  - 水槽車：1
  - 指揮車：1
  - 機材車：1
  - 資機材搬送車：1
  - 防火広報車：1

## 沿革
- 1955年9月 大野市消防本部・大野市消防署を設置する。
- 1964年8月 救急業務を開始する。
- 1973年7月1日 大野市と大野郡和泉村の消防事務を共同で行うため、一部事務組合の大野地区消防組合を設立する。
  - 大野市消防本部が移行し、1本部（大野地区消防本部）1署（大野地区消防署）1分遣所（和泉分遣所）体制で業務を開始する。
- 1989年
  - 1月27日 和泉分遣所新庁舎が落成する。
  - 2月22日 消防本部・消防署新庁舎が落成する。
- 1997年4月1日 救急救命士が業務を開始する。
- 2005年11月7日 和泉村を編入する。
  - 大野地区消防組合が合併前日をもって解散し、大野市に承継する。単独消防として大野市消防本部を設置する。

## 組織
- 本部 - 総務課、予防課、警防課
- 消防署 - 総務課、予防課、警防課

## 消防署
| 消防署       | 住所       | 分遣所           |
| ------------ | ---------- | ---------------- |
| 大野市消防署 | 天神町7-14 | 和泉：朝日16-3-8 |